# Vorarlberger Fußball-Verband
La Vorarlberger Fußball-Verband è la federazione calcistica dello stato federato austriaco del Vorarlberg. Fondata nel 1920, è una delle 9 federazioni regionali che compongono la ÖFB.
Organizza ogni anno un proprio campionato e una coppa riservati alle squadre affiliate, oltre ai tornei femminili e giovanili.

## Storia
La storia del calcio nel Vorarlberg risale al 1907 quando fu fondato il Lustenau 07. Due anni dopo, nel 1909, la Alpenländischen Fußballverband organizza il primo campionato "del Tirolo e del Vorarlberg", la cui finale si disputò tra lo stesso Lustenau 07 e il Fußball Innsbruck. La gara si giocò il 24 ottobre 1909 presso la Klosterkaserne di Innsbruck e fu vinta dai locali per 3-2.
L'attività fu interrotta ben prima della Grande Guerra, così la Federazione nacque ufficialmente solo il 4 luglio 1920 a Dornbirn, presso l'Hotel Rhomberg.
Dopo la seconda guerra mondiale le attività, che erano state sospese, ripresero con rinnovato vigore, e la sede fu spostata a Hohenems, dove si trova tuttora.
Oggi organizza i campionati a livello regionale, la coppa del Vorarlberg, e i tornei equivalenti a livello giovanile e femminile (creato nel 1991). Conta 98 società affiliate.

## Struttura dei campionati

### Maschili

#### Vorarlberg Liga
È il massimo campionato regionale, composto da un girone unico di 14 squadre, la vincente è promossa in Regionalliga, retrocesse le ultime quattro classificate.

#### Landesliga
Girone unico a cui afferiscono 14 società, le prime due classificate sono promosse nella Vorarlberg Liga, retrocesse le ultime quattro classificate.

#### 1. Landesklasse
Composta da un girone unico di 14 società, in cui le prime due classificate vengono promosse in Landesliga, e le ultime quattro retrocedono.

#### 2. Landesklasse
Come la precedente, si compone di un girone unico di 14 società, in cui le prime due classificate vengono promosse in 1. Landesklasse, e le ultime quattro retrocedono.

#### 3. Landesklasse
Girone unico di 14 squadre, le prime due sono promosse in 2. Landesklasse, retrocedono le ultime quattro classificate.

#### 4. Landesklasse
Composta da due raggruppamenti (Oberland e Unterland) da 14 squadre l'uno, le vincenti dei raggruppamenti ottengono la promozione alla categoria superiore.

### Femminili

#### Frauen Vorarlberg Liga
Il campionato è composto da un girone unico di sei squadre. La vincitrice si qualifica per gli spareggi-promozione in Frauen 2. Liga.

#### Frauen Landesliga
Girone unico di 7 squadre. Promossa alla categoria superiore la vincitrice.

## Albo d'oro

### Campionato
- 1920-1921  Lustenau 07
- 1921-1922  Lustenau 07
- 1922-1923  Lustenau 07
- 1923-1924  Lustenau 07
- 1924-1925  Lustenau 07
- 1925-1926  Lustenau 07
- 1926-1927  Lustenau 07
- 1927-1928Bregenz
- 1928-1929  Lustenau 07
- 1929-1930  Turnerbund Lustenau
- 1930-1931  Lustenau 07
- 1931-1932  Lustenau 07
- 1932-1933  Lustenau 07
- 1933-1934  Lustenau 07
- 1934-1935  Lustenau 07
- 1935-1936  Lustenau 07[3]
- 1936-1937  Austria Lustenau
- 1937-1938  Lustenau 07
- 1938-1939  Lustenau 07
- 1939-1940  Lustenau 07
- 1940-1941   Friedrichshafen
- 1941-1942 non terminato
- 1942-1945 non disputato
- 1945-1946  Austria Lustenau
- 1946-1947  SW Bregenz
- 1947-1948  Blau-Weiß Feldkirch
- 1948-1949  Austria Lustenau
- 1949-1950  SW Bregenz
- 1950-1951  SW Bregenz
- 1952-2006 sconosciuti
- 2006-2007  Bregenz
- 2007-2008  Hohenems
- 2008-2009  Altach Amateure
- 2009-2010  Höchst
- 2010-2011  Austria Lustenau Amateure

### Coppa
- 1924-1925  Lustenau 07
- 1925-1926 non disputata
- 1926-1927  Lustenau 07
- 1927-1928Bregenz
- 1929-1932 non disputata
- 1932-1933  Dornbirn
- 1933-1934  Lustenau 07
- 1934-1935  Lustenau 07
- 1935-1936  Austria Lustenau
- 1936-1937  Dornbirn
- 1937-1938  Lustenau 07
- 1939-1945 non disputata
- 1945-1946  Rapid Lustenau
- 1946-1947  Blau-Weiß Feldkirch
- 1947-1948  Admira Dornbirn
- 1948-1949  Austria Lustenau
- 1949-1950  SW Bregenz
- 1950-1951  Austria Lustenau
- 1951-1952  Dornbirn
- 1952-1953  Kennelbach
- 1954-1957 non disputata
- 1957-1958  Austria Lustenau
- 1958-1959  Dornbirn
- 1960-1976 non disputata
- 1976-1977  Rätia Bludenz
- 1977-1978  Austria Lustenau
- 1978-1979  Admira Dornbirn
- 1979-1980  Austria Lustenau
- 1980-1981  Dornbirn/Bregenz
- 1981-1982  Dornbirn
- 1982-1983  Austria Lustenau
- 1983-1984  Dornbirn/Bregenz
- 1984-1985  Viktoria Bregenz
- 1985-1986  Viktoria Bregenz
- 1986-1987  Altach
- 1987-1988  Altach
- 1988-1989  Hohenems
- 1989-1990  Wolfurt
- 1990-1991  Hohenems
- 1991-1992  SW Bregenz
- 1992-1993  Altach
- 1993-1994  Lustenau 07
- 1994-1995  Koblach
- 1995-1996  Hohenems
- 1996-1997  Lauterach
- 1997-1998  Hard
- 1998-1999  Austria Lustenau Amateure
- 1999-2000  Lustenau 07
- 2000-2001  Lustenau 07
- 2001-2002  Altach
- 2002-2003  Altach
- 2003-2004  Hohenems
- 2004-2005  Koblach
- 2005-2006  Rot-Weiß Rankweil
- 2006-2007  Blau-Weiß Feldkirch
- 2007-2008  Bregenz
- 2008-2009  Viktoria Bregenz
- 2009-2010  Bregenz
- 2010-2011  Dornbirn

La competizione è attualmente nota come VFV-TOTO-Cup per motivi di sponsor.

### Campionato femminile
- 2004-2005  SW Bregenz
- 2005-2006  Bregenz
- 2006-2007  Lustenau 07
- 2007-2008  Lustenau 07
- 2008-2009  Koblach
- 2009-2010  Lustenau 07
- 2010-2011  Röthis